# Ármann Reykjavík
Ármann Reykjavík (offiziell Glímufélagið Ármann, deutsch Glímaverein Ármann) ist ein Sportverein aus der isländischen Hauptstadt Reykjavík, der am 15. Dezember 1888 gegründet wurde.

## Erfolge
- Isländischer Meister im Frauenfußball (1): 1973
- Isländischer Meister im Handball (5): 1945, 1949, 1952, 1953, 1954
- Isländischer Meister im Frauenhandball (12): 1940–1944, 1947–1949, 1956, 1958, 1960, 1963
- Isländischer Meister im Basketball (1): 1976
- Isländischer Meister im Frauenbasketball (3): 1953, 1959, 1960